# Allowissadula sessei
Allowissadula sessei är en malvaväxtart som först beskrevs av Mariano Lagasca y Segura, och fick sitt nu gällande namn av D.M. Bates. Allowissadula sessei ingår i släktet Allowissadula och familjen malvaväxter. Inga underarter finns listade i Catalogue of Life.